# Néferhétepès (fille de Djédefrê)
Pour les articles homonymes, voir Néferhétepès.
Néferhétepès (nfr htp-s, signifiant « Sa Paix/Grâce est belle ») est une princesse de la IVe dynastie, fille du roi Djédefrê. Cette princesse nous est connue par un fragment de statue trouvé à Abou Rawash, lieu où son père a construit sa pyramide.

## Néferhétepès, une princesse de laIVedynastie
On ne connaît pratiquement rien de la vie de cette princesse. On sait juste qu’elle est l’une des filles du roi Djédefrê. Le nom de sa mère n’est pas connu, il s’agit peut-être de l’une des deux reines connues de ce roi, à savoir Khentetenka et  Hétep-Hérès II.
Des membres de la fratrie du prince sont connus : en tant que frères ou demi-frères, les princes Setka, Baka, Hernet et peut-être Nykaou-Djédefrê, et en tant que sœur ou demi-sœur la princesse Hétep-Hérès III.
Néferhétepès portait les titres de « Fille du Roi de son Corps » et d’« Épouse du Dieu ». Néferhétepès était également prêtresse d'Hathor, maîtresse du sycomore (hm.(t) ntr Hthr nb.t nht), titre inscrit sur la base d'une statue d'Abou Rawash. Elle est la première prêtresse attestée d'Hathor.
Sa sépulture a peut-être été réalisée à Abou Rawash mais, si c’est le cas, on ne l’a pas encore retrouvée.

## Hypothèse abandonnée
Jusqu'à récemment, les égyptologues pensaient qu'il était possible que Néferhétepès soit identique à une femme homonyme enterrée dans une petite pyramide à côté de la pyramide d'Ouserkaf, le premier roi de la Ve dynastie. Dans un document mentionnant son culte funéraire, Néferhétepès est mentionnée comme ayant le titre de « Mère du Roi de Haute et Basse-Égypte », mais pas le titre d'« Épouse du Roi ». Certains égyptologues pensaient donc qu’elle était la mère du roi Ouserkaf et également fille du roi Djédefrê. 
Or le temple mortuaire de cette pyramide avait été modifié sous le règne de Sahourê, deuxième roi de la Ve dynastie et dont le nom fut retrouvé sur un fragment du temple mortuaire. De plus, des reliefs provenant de la chaussée de la pyramide de Sahourê ont montré que la reine Néferhétepès était en réalité la mère du roi Sahourê et l’épouse du roi Ouserkaf. Vu l’écart chronologique entre ces deux homonymes, l’hypothèse qu’elles ne fassent qu’une seule et même personne est très peu probable et est aujourd’hui abandonnée.